# Teniszlabda

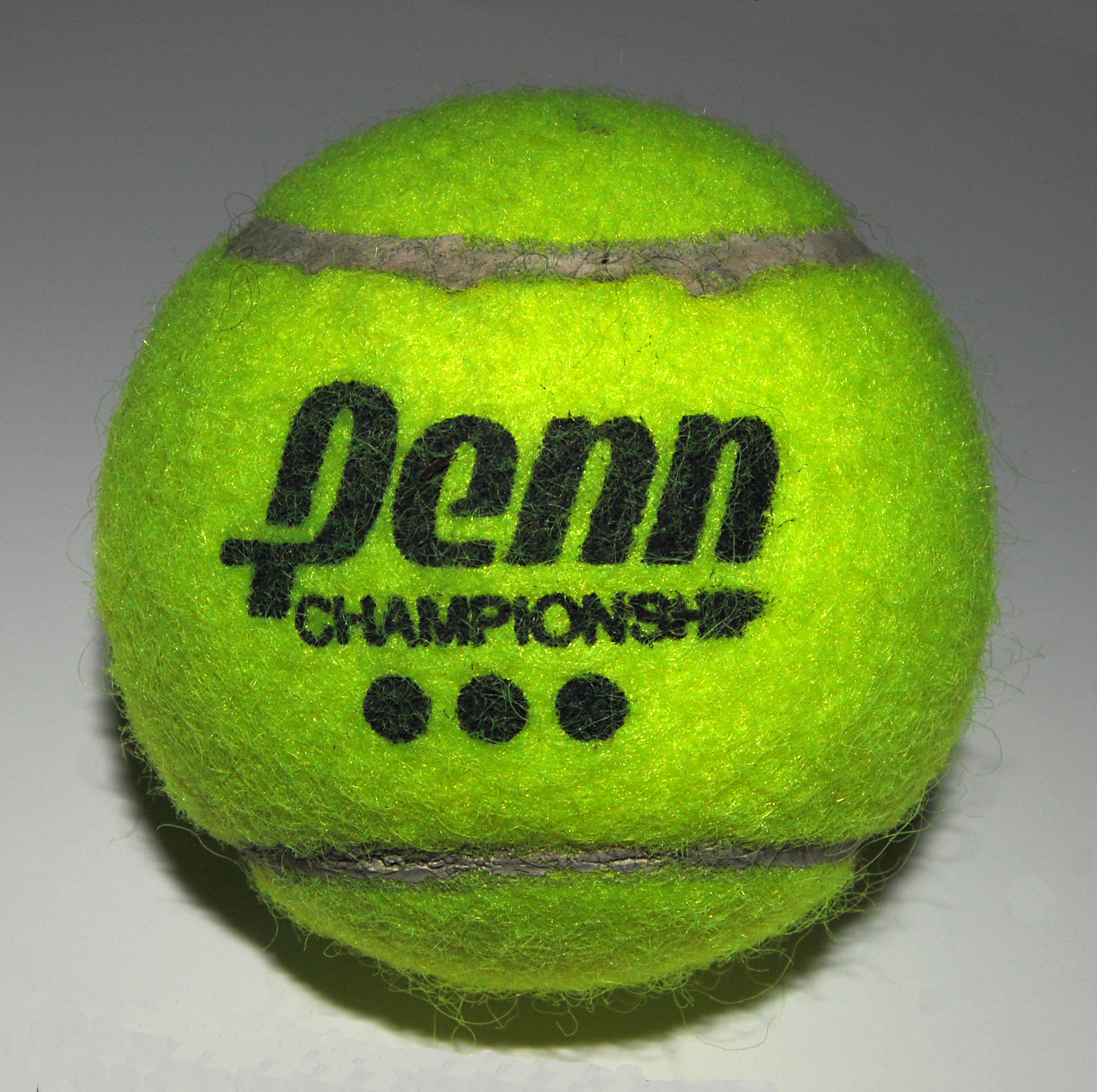
Egy sztenderd optikai sárga teniszlabda

A teniszlabda egy sportszer, amelyet legfőképpen a tenisz sportágában használnak. A teniszlabda átlagosan körülbelül 6,7 centiméteres átmérővel rendelkezik. A tenisztornákon az „optikai sárga” (fluoreszcens sárga, de nevezik optikai zöldnek is) labda a leginkább elterjedt, a versenyen kívüli, szabadidős céllal űzött játékban viszont gyakorlatilag bármilyen színű labdát lehet használni. A labdák rostokkal rendelkező, bolyhos nemezréteggel vannak beborítva, ennek köszönhetően megváltoznak aerodinamikai tulajdonságaik. Napjainkban a labda kaucsukból készül, a közepében levegő van. Az első teniszlabdák már jóval a tenisz mint sport megjelenése előtt használatban voltak.